# Ši-cu
Ši-cu (eng: Shih Tzu, kineski: 西施犬; pinyin: Xī Shī quǎn) - pasmina je pasa. Ovi psi teže od 4 do 8 kilograma kada su potpuno odrasli. Pasmina je razvijena u Tibetu u Kini.
Ši-cu je snažan mali pas s kratkom njuškom i velikim tamnosmeđim očima. Imaju meku i dugu dvostruku dlaku. Nema uvijek iznimno dugu dlaku kao pekinezer (ali je na kratkim nogama). Neki od njih imaju kraću, kovrčavu dlaku. Ši-cu nije veći od 27 cm u hrbatu, a idealna težina je u rasponu od 4,5 do 7,3 kg. Viseće uši prekrivene su dugom dlakom, a gusto obrasli rep nosi povijen na leđima. Dlaka može biti bilo koje boje, iako je često bijela sa sivim mrljama. Vrlo uočljiva karakteristika je malokluzija, koja je propisana standardom pasmine.
Tradicionalna duga svilenkasta dlaka, koje često doseže do poda, zahtijeva svakodnevno četkanje kako bi se izbjeglo petljanje. Zbog duge i brzorastuće dlake potrebno je redovito šišanje koje može biti skupo i o tome treba voditi računa pri udomljavanju psa ove pasmine. Često je dlaka kratko podšišana kako bi se njegovanje pojednostavilo, iako i dalje zahtijeva svakodnevno četkanje. Za konformacijsko pokazivanje, dlaka se mora ostaviti u svom prirodnom stanju, iako je šišanje oko šapa i stražnjice dopušteno radi urednosti. 
Iako se individualni temperament ši-cu razlikuje od psa do psa, pasmina ima karakter i temperament odanosti, privrženosti, otvorenosti i opreznosti. Obično su posesivni u prisutnosti drugih pasa. Dresura i pravilna socijalizacija moraju započeti u ranoj dobi kako bi ši-cu mogao slijediti osnovne naredbe, budući da je tvrdoglav kada je riječ o dresuri.
Jedna je teorija da je ši-cu nastao križanjem pekinezera i lhasa apse. Ovi su psi bili miljenici kineskih kraljevskih obitelji i toliko cijenjeni da su ih Kinezi godinama odbijali prodavati ili poklanjati. Prvi psi ove pasmine uvezeni su u Europu (Engleska i Norveška) 1930. godine.

## Galerija
- Ši-cu ženka od 18 mjeseci.
- Dva odrasla ši-cua.
- Ši-cu kraće i kovrčave dlake.
- Dva ši-cua.